# Augochlorella tredecim
Augochlorella tredecim är en biart som först beskrevs av Joseph Vachal 1911.  Augochlorella tredecim ingår i släktet Augochlorella och familjen vägbin. Inga underarter finns listade.